# Grand Prix Portugalska
Grand Prix Portugalska (portugalsky Grande Prémio de Portugal) byl motoristický závod, který se konal zejména v 50. a později v 80. a 90. letech 20. století. Závod Formule 1 se v Portugalsku jel mezi lety 1958 a 1960, mezi lety 1984 a 1996 a v letech 2020–2021.

## Vítězové Grand Prix Portugalska
Tučně jsou znázorněni účastníci aktuální sezóny šampionátu Formule 1.
Růžové pozadí znázorňuje závody, které nebyly součástí šampionátů Formule 1.

### Opakovaná vítězství (jezdci)
| Počet vítězství | Jezdec         | Roky             |
| --------------- | -------------- | ---------------- |
| 3               | Alain Prost    | 1987, 1988, 1996 |
| 3               | Nigel Mansell  | 1986, 1990, 1992 |
| 2               | Stirling Moss  | 1958, 1959       |
| 2               | Lewis Hamilton | 2020, 2021       |

### Opakovaná vítězství (týmy)
| Počet vítězství | Konstruktér | Roky                                     |
| --------------- | ----------- | ---------------------------------------- |
| 7               | Ferrari     | 1951, 1952, 1953, 1954, 1964, 1989, 1990 |
| 6               | Williams    | 1986, 1991, 1992, 1994, 1995, 1996       |
| 3               | Cooper      | 1959, 1960, 1965                         |
| 3               | McLaren     | 1984, 1987, 1988                         |
| 2               | Maserati    | 1955, 1957                               |
| 2               | Mercedes    | 2020, 2021                               |

### Opakovaná vítězství (dodavatelé motorů)
| Počet vítězství | Dodavatel | Roky                                     |
| --------------- | --------- | ---------------------------------------- |
| 7               | Ferrari   | 1951, 1952, 1953, 1954, 1964, 1989, 1990 |
| 6               | Renault   | 1985, 1991, 1992, 1994, 1995, 1996       |
| 3               | Ford*     | 1965, 1966, 1993                         |
| 2               | Maserati  | 1955, 1957                               |
| 2               | Climax    | 1959, 1960                               |
| 2               | TAG**     | 1984, 1987                               |
| 2               | Honda     | 1986, 1988                               |
| 2               | Mercedes  | 2020, 2021                               |

* Byl vyráběn Cosworth.
** Byl vyráběn Porsche.

### Vítězové v jednotlivých letech

Okruh v Portimau (oficiálně Algarve International Circuit) určený pro Grand Prix v roce 2020 a 2021

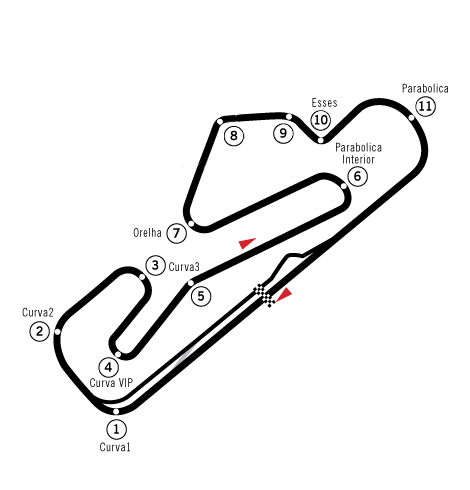
Původní okruh v Estorilu, používaný v letech 1984–1993

Okruh Boavista v Portu, střídavě pořádající Grand Prix v letech 1951–1960

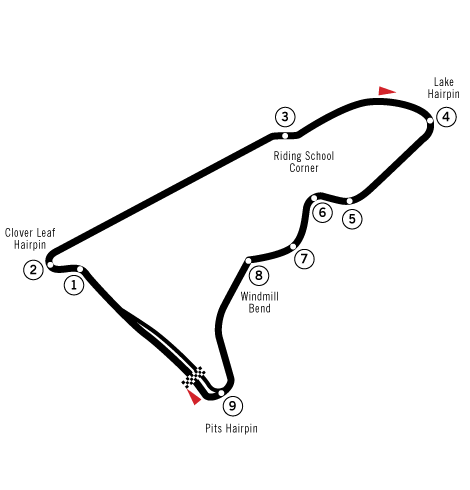
Okruh Monsanto, střídavě pořádající Grand Prix v letech 1954–1959

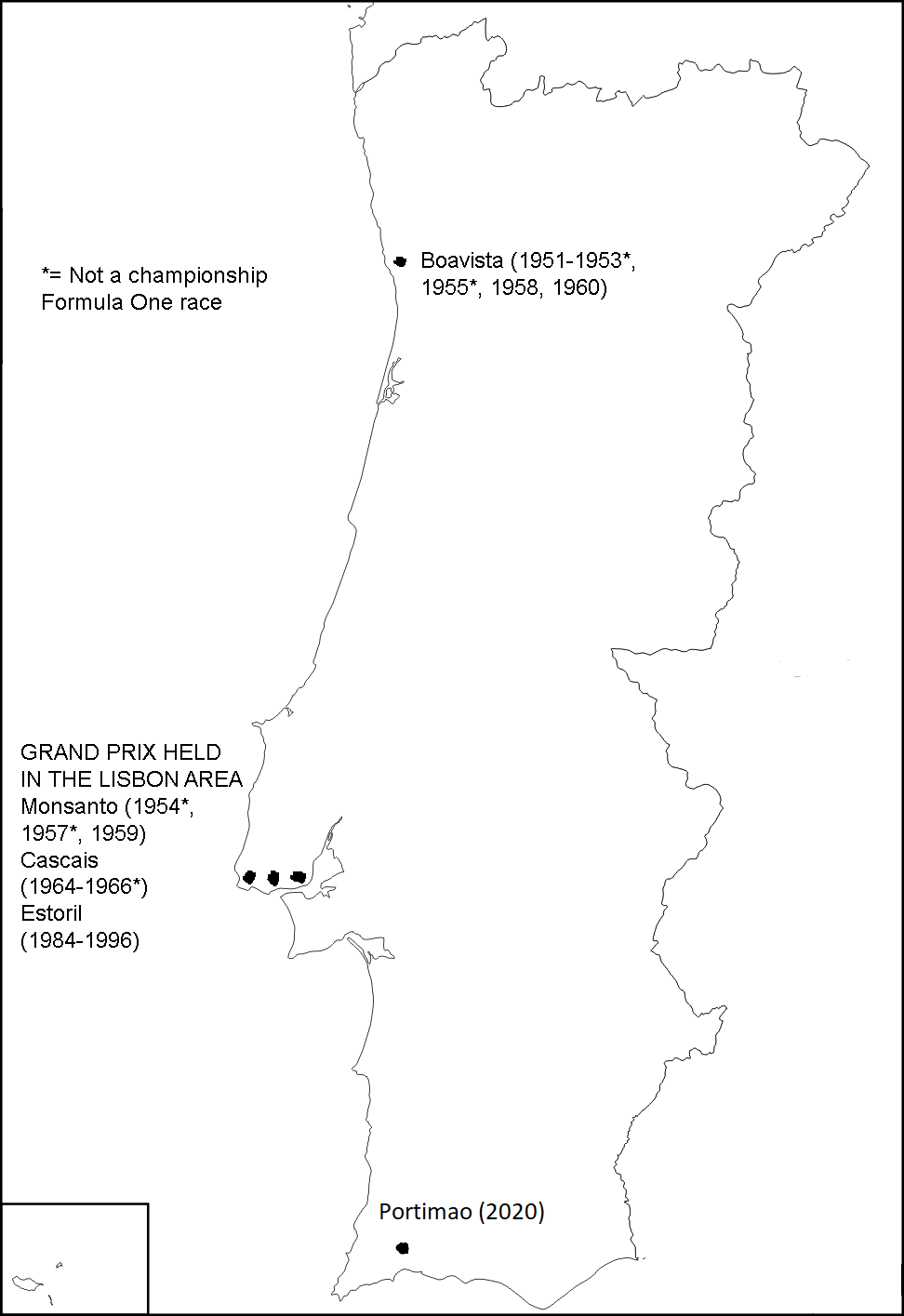
Všechna umístění Grand Prix Portugalska

| Rok         | Jezdec                     | Konstruktér      | Trať                          | Výsledky  |
| ----------- | -------------------------- | ---------------- | ----------------------------- | --------- |
| 2021        | Lewis Hamilton             | Mercedes         | Algarve International Circuit | Výsledky  |
| 2020        | Lewis Hamilton             | Mercedes         | Algarve International Circuit | Výsledky  |
| 2019 – 1997 | Nejelo se                  | Nejelo se        | Nejelo se                     | Nejelo se |
| 1996        | Jacques Villeneuve         | Williams-Renault | Estoril                       | Výsledky  |
| 1995        | David Coulthard            | Williams-Renault | Estoril                       | Výsledky  |
| 1994        | Damon Hill                 | Williams-Renault | Estoril                       | Výsledky  |
| 1993        | Michael Schumacher         | Benetton-Ford    | Estoril                       | Výsledky  |
| 1992        | Nigel Mansell              | Williams-Renault | Estoril                       | Výsledky  |
| 1991        | Riccardo Patrese           | Williams-Renault | Estoril                       | Výsledky  |
| 1990        | Nigel Mansell              | Ferrari          | Estoril                       | Výsledky  |
| 1989        | Gerhard Berger             | Ferrari          | Estoril                       | Výsledky  |
| 1988        | Alain Prost                | McLaren-Honda    | Estoril                       | Výsledky  |
| 1987        | Alain Prost                | McLaren-TAG      | Estoril                       | Výsledky  |
| 1986        | Nigel Mansell              | Williams-Honda   | Estoril                       | Výsledky  |
| 1985        | Ayrton Senna               | Lotus-Renault    | Estoril                       | Výsledky  |
| 1984        | Alain Prost                | McLaren-TAG      | Estoril                       | Výsledky  |
| 1983 – 1967 | Nejelo se                  | Nejelo se        | Nejelo se                     | Nejelo se |
| 1966        | Jürg Dubler                | Brabham-Ford     | Cascais                       | Výsledky  |
| 1965        | Rodney Banting             | Cooper-Ford      | Cascais                       | Výsledky  |
| 1964        | Chris Kerrison             | Ferrari          | Cascais                       | Výsledky  |
| 1963 – 1961 | Nejelo se                  | Nejelo se        | Nejelo se                     | Nejelo se |
| 1960        | Jack Brabham               | Cooper-Climax    | Boavista                      | Výsledky  |
| 1959        | Stirling Moss              | Cooper-Climax    | Monsanto                      | Výsledky  |
| 1958        | Stirling Moss              | Vanwall          | Boavista                      | Výsledky  |
| 1957        | Juan Manuel Fangio         | Maserati         | Monsanto                      | Výsledky  |
| 1956        | Nejelo se                  | Nejelo se        | Nejelo se                     | Nejelo se |
| 1955        | Jean Behra                 | Maserati         | Boavista                      | Výsledky  |
| 1954        | José Froilán González      | Ferrari          | Monsanto                      | Výsledky  |
| 1953        | José Arroyo Nogueira Pinto | Ferrari          | Boavista                      | Výsledky  |
| 1952        | Eugenio Castellotti        | Ferrari          | Boavista                      | Výsledky  |
| 1951        | Casimiro de Oliveira       | Ferrari          | Boavista                      | Výsledky  |